# Douglas Tower
Der Douglas Tower ist ein unvollendetes Turmbauprojekt in der Hauptstadt Douglas der Isle of Man. Der vom Ingenieur T. Floyd entworfene Turm sollte ein mehrstöckiges Basishaus mit annähernd quadratischem Grundriss haben und rund 137 Meter (450 Fuß) hoch werden. Später wurde die Turmhöhe auf 122 Meter (400 Fuß) reduziert. Aufgrund von dubiosen spekulativen Investitionsvorhaben gingen der Baugesellschaft die finanziellen Mittel aus, so dass der 1890 begonnene Turmbau bereits 1893 abgebrochen werden musste.

## Geschichte

### Vorgeschichte
Inspiriert von der durch den Eiffelturm in Paris ausgelösten Turmbauwelle stammte die Idee zum Turmbau in Douglas ursprünglich vermutlich vom Geschäftsführer der Standard Contract and Debenture Corporation, William Darker Pitt. Die tatsächliche Rolle von Pitt bleibt im Unklaren, er wird in der Literatur teilweise als Förderer einer Reihe von Unterhaltungsbetrieben an der Küste beschrieben, teilweise als Betrüger, der die Vorhaben bewusst in den finanziellen Bankrott laufen ließ.

### Planungen zum Turmbau

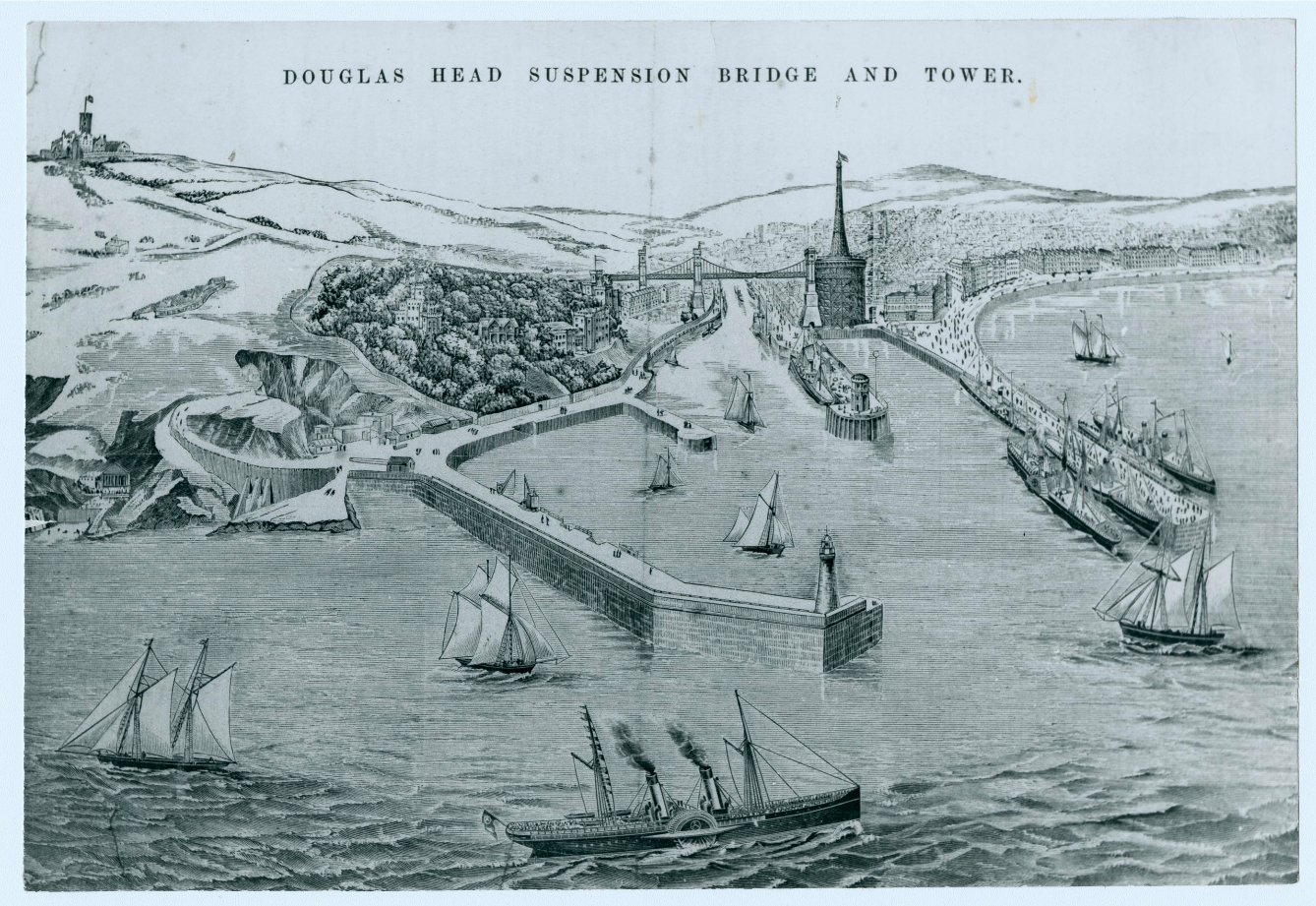
Grafische Darstellung der Douglas-Head-Hängebrücke und des Turms

In den 1880er Jahren begann die Entwicklung der felsigen Halbinsel Douglas Head nahe dem Hauptort Douglas, der erst 1869 zur Hauptstadt der Isle of Man erhoben wurde. Für den angewachsenen Tourismus wollte man in Douglas Head Erholungsmöglichkeiten schaffen. Der Zugang in der damaligen Zeit erfolgte über Dampfboote oder eine umständliche Landroute. Um den Zugang zu erleichtern, war beabsichtigt, die Halbinsel mittels einer Hängebrücke zu erschließen. Pitt erkannte, dass hier ein wirtschaftlicher Mehrwert zu erzielen war und wollte, ähnlich dem Pariser Vorbild, im Zuge dieser Erschließung neben der Brücke einen Aussichtsturm errichten. Zusätzlich hätte ein Turm dem Erholungs- und Badeort weitere Bekanntheit verschafft. Aus rein wirtschaftlichen Erwägungen überlegte Pitt, dass ein nur halb so hoher Turm wie der Eiffelturm dieselben Einnahmen generieren würde und entschied sich für eine deutlich kleinere Variante, die zunächst auf rund 137 Meter projektiert wurde. Das orientalisch gestaltete Basishaus mit annähernd quadratischem Grundriss hätte dabei rund 40 % der Gesamthöhe ausgemacht. Auf den Ecken des Daches sollten vier mit kleinen vergoldeten Kuppeln bekrönte Baukörper emporragen. Aus der Mitte des Basisgebäudes erwuchs ein Stahlfachwerkturm mit einer Aussichtsplattform, die von einer Laterne und einer aufgesetzten Spitze abgeschlossen werden sollte. Die Architekten Maxwell and Tuke bemerkten, dass ein doppelt so hoher Turm auch den vierfachen Materialbedarf erfordert hätte. Mit der Umsetzung des Vorhabens wurden neben Pitts Standard Contract and Debenture Corporation (SCDC) auch die Gesellschaften Douglas Head Marine Drive C. sowie die Douglas Head Suspension Bridge Co. beauftragt.

### Baubeginn und Übernahmeversuch des Blackpool Tower
Der Grundstein des Douglas Towers wurde am 24. Oktober 1890 gelegt. Das Grundstück, auf dem der Turm errichtet wurde, grenzte an die Parade Street und den Queen’s Place. Der Turm sollte nahe dem Brückenpfeiler der geplanten Hängebrücke auf dem linksseitigen Ufer des Douglas River stehen.

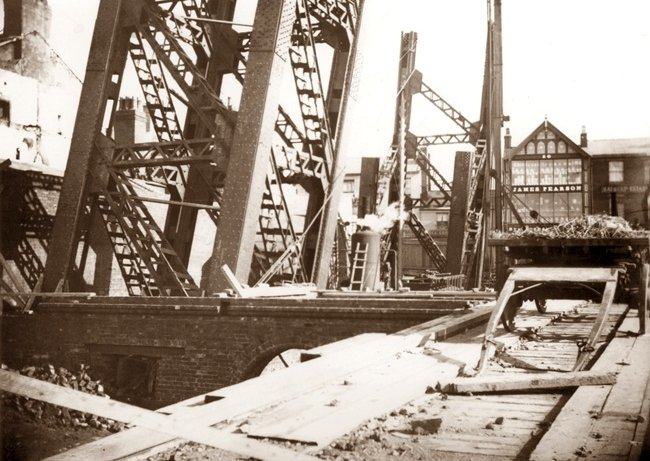
Bauarbeiten an der Turmbasis des Blackpool Tower 1891

Die Bauherren der SCDC arbeiteten zur selben Zeit auch daran, in Blackpool ein entsprechendes Turmbauvorhaben zu übernehmen. Die SCDC verwendete eine Geschäftsadresse in London und kaschierte ihre tatsächliche Herkunft von der Isle of Man. Die Blackpool Gazette enthüllte dieses Komplott jedoch am 28. November 1890. In einem in der Financial Times am 17. Juli 1891 publizierten Investmentprospekt gab die SCDC weitere Details zur Finanzierung preis. Dabei gab sie die Kosten des Standorts mit 94.000 Pfund an. Sämtliche Bauwerke darauf würden zusammen mit den Ausstattungen rund 120.000 Pfund kosten. Die SCDC gab Aktien im Wert von 150.000 Pfund aus und ließ Schuldverschreibungen in Höhe von 85.000 Pfund in Umlauf bringen. Das gesamte Anwesen umfasste neben dem Turm auch Geschäfte, ein Hotel, Restaurants und ein Aquarium. Für das Aquarium rechnete man mit jährlich 750.000 zahlenden Besuchern, für den Turm veranschlagte man 500.000 Besucher. Die genauen Vorkommnisse des Übernahmeversuchs bleiben unklar. Fest steht, dass der Hotelier und Ideengeber des Blackpool Tower, John Bickerstaffe, das Aquarium und das Beach Hotel von der SCDC kaufte und damit die Investoren von der Isle of Man erfolgreich verdrängte. Da die SCDC nicht in der Lage war, ihre Anleihe-Garantien aufrechtzuerhalten, erhielt Bickerstaffe die gesamte Kontrolle über das Bauvorhaben des Blackpool Tower wieder zurück.

### Finanzielle Schwierigkeiten und Baustopp
Währenddessen stagnierten die Arbeiten am Douglas Tower infolge von finanziellen Engpässen. Während der Gründung für den Douglas Tower kam es im Mai 1891 zu Beschädigungen am benachbarten Royal Hotel. Daraufhin ließ der Hotelbesitzer gerichtlich einen vorübergehenden Baustopp erwirken und erhielt einen Schadensersatz von 1500 Pfund von der Suspension Bridge Company. Lediglich die Douglas Head Marine Drive C erzielte mit der Erstellung von rund zwei Dritteln der geplanten Uferstraßen bis Juli 1891 einen Fortschritt. Im Januar 1892 musste dennoch die SCDC ihre Liquidation erklären, was im März 1892 vom Gericht auf der Isle of Man bestätigt wurde. Dies verursachte gleichzeitig finanzielle Schwierigkeiten bei den anderen beiden beteiligten Gesellschaften Douglas Head Marine Drive C. und Douglas Head Suspension Bridge Co., welche auch Anteile an die SCDC transferierten. Die Aktionäre der Douglas Head Marine hatten im Januar 1892 noch einer Kapitalerhöhung zugestimmt. Nachdem die Douglas Head Suspension Bridge allerdings im April desselben Jahres ebenfalls liquidieren musste, brach das Konsortium zusammen und vermeldete am 31. Januar 1893 einen Verlust von 63.278 Pfund. Damit war das Ende des Turmbaus von Douglas, der über die Arbeiten an den Fundamenten und an der Basis nicht hinauskam, besiegelt.

## Nachwirkung
1899 errichtete man auf Douglas Head einen 46 Meter hohen Aussichtsturm der Warwick Tower Company. Die Gesellschaft, die um die Jahrhundertwende an vielen englischen Badeorten Aussichtstürme mit drehbaren Kanzeln erbaute, errichtete auf der Isle of Man einen Aussichtsturm, in dem bis zu 200 Menschen auf der drehbaren Kanzel Platz nehmen konnten, welche als dampfgetriebener Aufzug die Besucher bis an die Spitze beförderte. Der Londoner Ingenieur Thomas Warwick besaß ein entsprechendes Patent der ursprünglich US-amerikanischen Erfindung. Im August 1900 wurden umgebende Bauwerke des Turms durch einen Brand zerstört. Der Turm überstand die Katastrophe. Danach baute man ihn, durch an Ketten hängende Boote, in ein Whirligig um. Nach einem weiteren Feuer 1906 wurde der Turm zerstört und im März 1907 abgerissen.

## Architekturhistorischer Kontext
Der Douglas Tower reiht sich ein in eine vom Bau des Eiffelturms ausgehende Turmbauwelle in den 1890er Jahren. Im Vereinigten Königreich als damaliger Kolonialmacht war dieser bauliche Wettstreit besonders ausgeprägt. Allerdings blieben die meisten dieser Versuche, den Eiffelturm zu übertrumpfen oder ihm wenigstens nachzueifern, hinter dem Vorbild zurück oder scheiterten ganz. Als weitere Beispiele können der rund 70 Meter hohe pyramidenförmige Turm im Seebad Morecambe (1898) oder der Watkin’s Tower in  London  sowie der von 1900 bis 1919 existierende New Brighton Tower gelten. Lediglich der von 1891 bis 1894 erbaute 158 Meter hohe Blackpool Tower im englischen Badeort Blackpool blieb aus dieser Zeit als erfolgreiches Beispiel erhalten.